# Liste des chevaux de Napoléon Ier

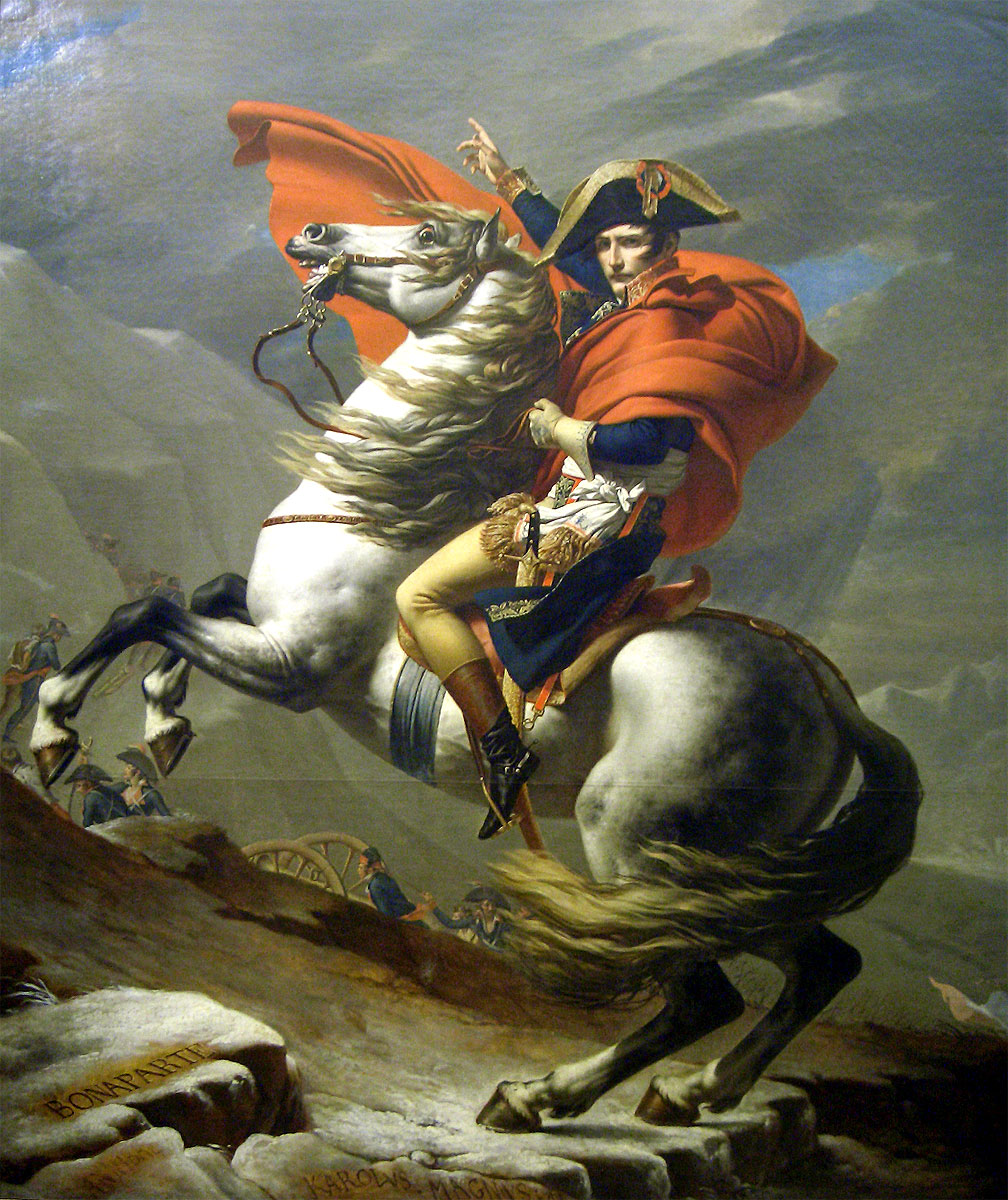
Bonaparte franchissant le Grand-Saint-Bernard par Jacques-Louis David (1748-1825), huile sur toile, 259 × 221 cm, 1801. Le cheval est censé être Marengo.

Durant sa carrière militaire de général et de chef d'État, Napoléon a utilisé le cheval comme principal moyen de locomotion, ainsi que des berlines et des landaus, selon l'usage de son époque. Napoléon ne semble pas avoir été un bon cavalier, malgré les distances immenses qu'il fit à cheval. Différentes chutes furent rapportées, dont celle que son entourage interpréta comme de mauvais présage, la veille de l'invasion de la Russie en 1812.
Durant son règne impérial de dix ans, il avait constamment à disposition trente chevaux pour son usage personnel. Il eut donc une centaine de chevaux environ pour cette période, dont près d'une vingtaine morts sous lui dans les différentes batailles. Napoléon préférait les chevaux arabes à la suite de la campagne d’Égypte, mais utilisait également des chevaux d'autres races. Les robes de ses chevaux étaient variées (blanc, gris, pommelé, alezan).

## Dénomination
La plupart de ses chevaux portaient un nom dont la première lettre indiquait la date de leur achat pour les écuries impériales, à partir de 1808. Certains autres, avant cette date et sur dérogation de l'empereur, portaient un nom en rapport à une bataille ou à leur caractère.

## Liste des chevaux de Napoléon
Par ordre alphabétique
- Aboukir ;
- Aly, gris fer, 1812 ;
- Arabella ;
- Artaxercés ;
- Austerlitz ;
- Babylonien ;
- Baladière, gris souris, 1811 ;
- Belle ;
- Bouffon ;
- Calvados ;
- Cantal, gris truité ;
- César, gris sale, 1808 ;
- Cid ;
- Cléopâtre, gris cendré, 1806 ;
- Coceyre ;
- Conquérant ;
- Cordoue ;
- Cyrus ;
- Diomède, gris pâle, 1808 ;
- Distingué ;
- Duc ;
- Edile ;
- Effendi ;
- Emule ;
- Endurant ;
- Estime ;
- Étrangère ;
- Euphrate ;
- Extrême ;
- Famillier ;
- Folâtre ;
- Frère ;
- Georgien ;
- Gesner ;
- Gracieux ;
- Gracieux, gris-pommelé, 1815 ;
- Grisou, gris pommelé, 1814 ;
- Guza ;
- Hahim ;
- Harbet ;
- Hector ;
- Helavert ;
- Héricle ;
- Iéna ;
- Jaspé, gris vineux, 1812 ;
- Judith ;
- Louvette ;
- Lydienne ;
- Lyre ;
- Major ;
- Marengo ;
- Naïade ;
- Nankin ;
- Naturaliste ;
- Naufragé ;
- Nausicaa ;
- Navigateur ;
- Navire ;
- Nickel ;
- Ninon ;
- Ramier, gris truité, 1807 ;
- Robuste, gris étourneau, 1815 ;
- Roitelet ;
- Russe ;
- Sagonte ;
- Sahara ;
- Sélim ;
- Sélim, gris sale, 1812 ;
- Styrie ;
- Suez, gris cendré, 1815 ;
- Sultan ;
- Tauris ;
- Timide ;
- Triomphant ;
- Vizir ;
- Wagram ou L'Ingénu, gris.

### Marengo
Marengo est le plus célèbre cheval de guerre de Napoléon. Nommé d'après la bataille de Marengo, au cours de laquelle il a transporté son cavalier en toute sécurité, il a été importé d'Égypte en France après la bataille d'Abukir, à l'âge de six ans. Race arabe, robe blanc grisâtre, Marengo a probablement été élevé au célèbre haras El Naseri. Bien que de petite taille pour son espèce, il était décrit comme une monture fiable et stable.

### Vizir
Vizir, fleur de pêcher presque blanche, à tous crins, légèrement truitée alezan ;
Il est conservé, empaillé, au Musée de l'armée.

### Nickel
Nickel est un pur sang arabe à robe grise métallique, offert par le tsar de Russie en 1805 ;

### Wagram
L'Ingénu était un cheval de selle autrichien qui lui fut offert par l'empereur d'Autriche. Également surnommé Wagram en l'honneur de la bataille du même nom, Napoléon l'appréciait tellement qu'il l’emmena avec lui lors de son exil sur l'île d'Elbe.